# Onthophagus decedens
Onthophagus decedens là một loài bọ cánh cứng trong họ Bọ hung (Scarabaeidae).